# Extrém meló
Az Extrém meló (hangul: 극한직업, Kukhan csigop, RR: Geukhan Jigeob) 2019-ben bemutatott dél-koreai akcióvígjáték, melyet I Bjonghon (Lee Byeong-heon) rendezett, a főszerepben Rju Szungnjong ( Ryu Seung-ryong), I Hani (Lee Ha-nui), Csin Szongju (Jin Seon-gyu), I Donghü (Lee Dong-hwi) és Kong Mjong (Gong Myeong) látható.
Dél-Koreában 2019. január 23-án került a mozikba, Magyarországon a koreai filmfesztivál mutatta be 2020. szeptember 4-én.
A film nagy sikert aratott a koreai mozikasszáknál, 91,5 milliárd KRW bevételt produkált és több mint tízmillióan váltottak rá jegyet mindössze 15 nap alatt. 2019 májusára minden idők második legnézettebb filmje lett Dél-Koreában, és a valaha volt legnézettebb vígjáték.

## Cselekmény
A Ko (Go) hadnagy vezette kábítószerellenes csoport nem arat nagy sikereket, nagyjából minden akciójuk balul sül el. Egy újabb kudarc után az egyik nagymenő gengszterre vadászó rivális rendőrtiszt együttműködésre hívja a kétbalkezes csapatot: segítsenek lefülelni a bandát, az információért cserébe vihetik a banda kábítószerterjesztő tagjait, a másik ügyosztály pedig megkapja a gengsztereket. A megfigyeléshez a csapat kiszemel egy csirkézőt, ami pont szemben van a bűnbanda által bérelt épülettel, ám a tulajdonos el akarja adni a becsődölt éttermet.  Ko (Go) hadnagy saját pénzén megvásárolja a helyet, hogy nyugodtan tudjanak dolgozni, ám egyvalamivel nem számolnak a rendőrök: a csirkéző, köszönhetően Ma nyomozó ínycsiklandó marinádjának és az Instagramnak, elképesztően népszerűvé válik, ami már az akció sikerét fenyegeti.

## Szereplők
- Rju Szungnjong ( Ryu Seung-ryong): Ko (Go) hadnagy
- I Hani (Lee Ha-nui): Csang (Jang) nyomozó
- Csin Szongju (Jin Seon-gyu): Ma nyomozó
- I Donghü (Lee Dong-hwi): Jongho (Yongho), nyomozó
- Kong Mjong (Gong Myeong): Csehun (Jaehun), nyomozó
- Sin Hagjun (Sin Ha-gyun): I Mube (Lee Mubae), kábítószerterjesztő bandavezér
- O Dzsongsze (O Jeong-se): Ted Chang, gengszter